# الحزب الديمقراطي الاجتماعي (إستونيا)
الحزب الديمقراطي الاجتماعي (بالإستونية: Sotsiaaldemokraatlik Erakond )‏ هو حزب سياسي إستوني، أسس في 8 سبتمبر 1990، يقع مقره في تالين، وقد بلغ عدد أعضائه 6,196 في 2014.

## أعضاء بارزون
- كود سباركل
- تحديث القائمة

- توماس هندريك إيلفس
- Andres Tarand
- Jaan Kaplinski
- يوري تام
- Sven Mikser (2005 - )
- Marina Kaljurand (2018 - )
- Jüri Jaakson
- Marju Lauristin
- Jevgeni Ossinovski
- Ivari Padar